# 王基
王 基（おう き、190年 - 261年6月9日）は、中国三国時代の魏の武将、学者。字は伯輿。父は王豹。子は王徽。叔父は王翁。従兄弟は王喬。青州東萊郡曲城県の人。

## 生涯
若くして孤児となり、叔父と暮らした。叔父は王基を可愛がり、王基も孝行に励んだため賞賛された。17歳で郡に召し出されたが、好みに合わなかったので、職を離れ、学問に励んだ。黄初年間、孝廉へ推挙され、郎中に任命された。刺史の王淩に見出され、王淩の上奏により州の別駕となった。王淩は善政を敷いたことで名声を博したが、王基の助言によるところも大きかった。才能に秀でており、王朗は王基を中央に呼び出すことを望んだが、王淩に阻止された。やがて司馬懿からもその才を認められ、王基は招聘に応じ中書侍郎となった。中央においては曹叡（明帝）の宮殿造営に対し、故事を引いた上奏文を提出して諫言したり、また、儒学者として鄭玄説の妥当性をめぐり、王粛と幾度か論争した。
安平太守に昇進したが、事件のため官を去った（安平太守時代に管輅と知り合っている（魏志「方技伝」））。その後、今度は曹爽の招聘を受け、従事中郎となり、呉との国境周辺である安豊太守に任命された。善政を敷き、呉に侵犯の機会を与えなかったという。また、呉の軍事行動について諸葛誕から助言を求められ、諸葛誕をよく補佐した。
曹爽が専横を極めるようになると、『時要論』を著し批判した。まもなく病気により免職となった。河南尹に任命されそうになったが、曹爽が失脚するとかつて曹爽の属官であったことから、就任が見送りとなった。しかし、その年のうちに復帰し尚書となり、地方に出て荊州刺史・揚烈将軍となった。
250年、王昶を中心とする呉征伐に、州泰と共に別将として参加し、夷陵において呉の歩協を攻撃した。しかし、歩協は城門を閉ざし戦おうとしなかった。王基は歩協を牽制しつつ、別働隊を編成して兵糧庫を襲撃し、30万石の兵糧を奪った。また、安北将軍の譚正を捕虜とし数千人を降伏させ、夷陵県を設置し降伏者に入植させた。この功績により関内侯となった。次に上昶の地に江夏の役所を移し、夏口を牽制させたため、呉は長江を超えて侵攻することが難しくなった。王基は軍隊と農業を整備するとともに、学校を設けるなど治績も挙げたため、南方で名声を得ることになった。朝廷が王基に対し呉征伐の続行を具申したが、王基は状勢を具体的に分析した上で時期尚早であると進言し、呉征伐を見送らせた。その後、司馬師が政権を握ると、書状を送り政治家としての心得を伝授したため、司馬師もこれを受け入れている。州泰・鄧艾・石苞と共に州郡を治める諸将の一人として名が挙がっている（『晋書』「景帝紀」）。曹髦（高貴郷公）の時代には常楽亭侯となった。
255年、毌丘倹・文欽が反乱を起こした時には行監軍・仮節となり、許昌の軍を統率した。また、司馬師に軍の先頭を任された。王基は諸将の反対を押し切り、食糧が豊富に蓄えられていた南頓の奪取を主張し、毌丘倹に先んじて占領することに成功した。このため毌丘倹は項城に立て籠もり、鄧艾に対応するため楽嘉に文欽を派遣することになった。しかし王基は戦力が二分された隙を見逃さず、項城を攻撃し毌丘倹を降した（毌丘倹・文欽の乱）。この功績で鎮南将軍・都督豫州諸軍事となり、豫州刺史を兼任した。安楽郷侯の爵位を得たが、王基は上奏して、養育に恩のあった叔父の子（王喬）に関内侯と所領の一部を与えることを要請し、認められた。
257年、諸葛誕の反乱が起きる（諸葛誕の乱）と、鎮東将軍・都督揚豫諸軍事を兼務した。諸葛誕が精兵を率いており、また呉の朱異も援軍として来襲していたため、軍を安全な場所に移動させるべきという意見が多かった。司馬昭もそれに賛同し命令を下したが、王基は寿春の包囲陣を堅守することを主張し、司馬昭にこれを認めさせた。司馬昭は王基の部署内において、自身の軍吏に自由な行動をさせることも許さなかった。寿春が陥落した後、司馬昭は王基に書簡を送り、その判断の正しさを賞賛した。司馬昭が勝利に乗じ呉への侵攻を企てたが、王基は諸葛恪・姜維の失敗を例に挙げ、反対した。司馬昭はその言葉を聞き入れ、呉征伐を中止した。王基は征東将軍・都督揚州諸軍事となり、東武侯に任命された。しかし王基は部下に功績を譲ったため、部下の長史と司馬の七名が侯に採り立てられた。
258年に母が死去したが、朝廷は王基にすぐ知らせず、亡父に北海太守を追贈し、洛陽に改葬した上で母と合葬させた。259年には征南将軍・都督荊州諸軍事となり、新野に駐屯した（『晋書』「文帝紀」）。261年、呉の鄧由が投降してきたと襄陽太守（司馬彪の『戦略』によると胡烈）から報告があったが、それを偽の投降であると見抜くなど、晩年までその知略は衰えなかった。
死後、それまでの功績を高く評価され、景侯と諡された。また、司空の追贈を受けた。墓は河南省に存在する。
陳寿は、学問と品行の面で王基を高く評価している。